# Kokoro Connect
Kokoro Connect (ココロコネクト Kokoro Konekuto?) es una serie de novelas ligeras escritas por Sadanatsu Anda con ilustraciones de Yukiko Horiguchi. El primer volumen fue publicado en enero del 2010, y el último el 30 de septiembre de 2013, siendo distribuidos por Enterbrain. Una adaptación al manga titulado Kokoro Connect Hito Random comenzó a publicarse en octubre del 2010. Una adaptación al anime, dirigida por Shinya Kawamo, y producida por Silver Link, comenzó a retransmitirse en Japón en julio del 2012, y un juego para PSP fue lanzado el 12 de octubre de 2012 en Japón.

## Trama
La serie nos presenta a 5 estudiantes (3 chicas y 2 chicos) de la Preparatoria Yamaboshi. Todos miembros del Club de Investigación Cultural (estudian la cultura en la sociedad).
Taichi Yaegashi es un joven diferente en general, Himeko Inaba es una belleza silenciosa, Yui Kiriyama es la popular, Yoshifumi Aoki es el payaso del grupo y Iori Nagase tiene la cabeza algo llena de pájaros.
Llevan una vida normal, hasta que un día comenzaron a experimentar un fenómeno que intercambia sus cuerpos al azar.
Amores cruzados, sentimientos que se van revelando según se van intercambiando sus personalidades y comedia en abundancia es lo que nos propone esta historia...

## Personajes

### Protagonistas
Taichi Yaegashi (八重樫 太一 Yaegashi Taichi?)
 Seiyū: Takahiro Mizushima
Taichi es el protagonista principal. Le gusta la lucha libre. Él junto a los demás crean el club de investigación cultural porque la preparatoria no tenía un club donde quisiera entrar. Él es generalmente desinteresado y por lo general trata de ayudar a los demás, especialmente cuando están en apuros.
Iori Nagase (永瀬 伊織 Nagase Iori?)
 Seiyū: Aki Toyosaki
Iori es la presidenta del club de investigación cultural. Ella vive sola con su madre, que se ha casado y divorciado varias veces. Uno de los padres que tuvo en el pasado era bastante violento, por esto ella comienza a cambiar su personalidad y gustos según las expectativas de los demás, pero lo hace hasta tal punto que no está segura como es ella realmente o cual es su verdadera forma de ser. Ella está enamorada de Taichi, pero decide no salir con el debido a los fenómenos que enfrentan con los demás miembros del club.
Himeko Inaba (稲葉 姫子 Inaba Himeko?)
 Seiyū: Miyuki Sawashiro
Es la vicepresidenta del club de investigación cultural y tiene una personalidad que contrasta con la de Iori. A menudo reacciona violentamente a las bromas de Taichi o Aoki. Era miembro del club de informática, pero se retiró después de tener una discusión con el presidente de ese club, después de esto se une al club de investigación cultural. Ella desconfía de todos y dice que todos son sus enemigos, esto hace que se preocupe y más aún cuando comienzan los intercambios de cuerpo. Entre los 5 es la más tranquila y racional cuando tratan una situación inesperada. Ella está enamorada de Taichi, aunque no reúne coraje para confesarse, y debido a sus dudas siempre hace lo posible para que Taichi e Iori terminen juntos.
Yoshifumi Aoki (青木 義文 Aoki Yoshifumi?)
 Seiyū: Takuma Terashima
Es el mejor amigo de Taichi, con el que intercambia vídeos para adultos. Suele tener una actitud poco seria. El realmente ama a Yui y no duda en demostrarlo.
Yui Kiriyama (桐山 唯 Kiriyama Yui?)
 Seiyū: Hisako Kanemoto
Es experta en karate, pero tiene androfobia debido a que casi fue violada en la escuela media. Comienza a tener una opinión distinta de los hombres después de que Taichi la ayudara. Ella ha rechazado muchas veces a Aoki, pero en la última confesión admite que realmente es porque no está preparada para tener una relación.
Chihiro Uwa (宇和 千尋 Uwa Chihiro?)
Shino Enjōji (円城寺 紫乃 Enjōji Shino?)

### Preparatoria Yamaboshi
Maiko Fujishima (藤島 麻衣子 Fujishima Maiko?)
 Seiyū: Shizuka Itō
Representante de la clase 1-3 que tiene sentimientos amorosos hacia Iori. Ella considera a Taichi como un rival, pero ocasionalmente lo apoya.
Shingo Watase (渡瀬 伸吾 Watase Shingo?)
 Seiyū: Yūki Ono
Compañero de clase de Iori, Himeko y Taichi. Él está enamorado de Maiko.
Shōto Shiroyama (城山 翔斗 Shiroyama Shōto?)
Kaoru Setouchi (瀬戸内 薫 Setouchi Kaoru?)
 Seiyū: Sumire Uesaka
Mariko Nakayama (中山 真理子 Nakayama Mariko?)
Yukina Kurihara (栗原 雪菜 Kurihara Yukina?)
 Seiyū: Kaori Ishihara
Amiga de Yui.
Misaki Ōsawa (大沢 美咲 Ōsawa Misaki?)
Ryūzen Gotō (後藤 龍善 Gotō Ryūzen?)
 Seiyū: Keiji Fujiwara
Es el profesor a cargo de la clase 1-3 y además consejero del club de investigación cultural. En ocasiones es controlado por Fusen Kazura, quien es la persona que está detrás de los fenómenos que le ocurren a los miembros del club de investigación cultural.

### Otros
Chinatsu Mihashi (三橋 千夏 Mihashi Chinatsu?)
Seiyū: Maaya Uchida[cita requerida]
Nana Nishino (西野 菜々 Nishino Nana?)
Anzu Kiriyama (桐山 杏 Kiriyama Anzu?)
Seiyū: Ayane Sakura[cita requerida]
Hermana menor de Yui.
Rina Yaegashi (八重樫 莉奈 Yaegashi Rina?)
Hermana menor de Taichi.
Reika Nagase (永瀬 玲佳 Nagase Reika?)
Seiyū: Atsuko Tanaka[cita requerida]
Madre de Iori.

## Adaptaciones

### Novelas Ligeras
Kokoro Connect comenzó como una serie de novelas ligeras escritas por Sadanatsu Anda y con ilustraciones de Yukiko Horiguchi. La primera novela, llamada originalmente Hito Tsunagari Te, Doko e Yuku (ヒトツナガリテ、ドコへユク?), ganó el premio especial del 11th Entertainment Awards de Enterbrain  en el 2009. El primer volumen, renombrado Kokoro Connect Hito Random fue publicado el 30 de enero de 2010 por Enterbrain.
La trama principal fue cerrada con el décimo volumen Kokoro Connect Asu Random (Volumen 2), que fue lanzado el 30 de marzo de 2013, y una historia paralela fue lanzada con el volumen undécimo Kokoro Connect Precious Time, el 30 de septiembre de 2013

#### Lista de volúmenes
| N° | Título                                                                 | Fecha de lanzamiento     | ISBN                   |
| -- | ---------------------------------------------------------------------- | ------------------------ | ---------------------- |
| 01 | Kokoro Connect Hito Random - ココロコネクト ヒトランダム               | 30 de enero de 2010      | ISBN 978-4-04-726290-4 |
| 02 | Kokoro Connect Kizu Random - ココロコネクト キズランダム               | 29 de mayo de 2010       | ISBN 978-4-04-726537-0 |
| 03 | Kokoro Connect Kako Random - ココロコネクト カコランダム               | 30 de septiembre de 2010 | ISBN 978-4-04-726775-6 |
| 04 | Kokoro Connect Michi Random - ココロコネクト ミチランダム              | 29 de enero de 2011      | ISBN 978-4-04-727030-5 |
| 05 | Kokoro Connect Clip Time - ココロコネクト クリップタイム               | 30 de mayo de 2011       | ISBN 978-4-04-727280-4 |
| 06 | Kokoro Connect Nise Random - ココロコネクト ニセランダム               | 29 de octubre de 2011    | ISBN 978-4-04-727585-0 |
| 07 | Kokoro Connect Yume Random - ココロコネクト ユメランダム               | 29 de febrero de 2012    | ISBN 978-4-04-727839-4 |
| 08 | Kokoro Connect Step Time - ココロコネクト ステップタイム               | 30 de junio de 2012      | ISBN 978-4-04-728122-6 |
| 09 | Kokoro Connect Asu Random (volumen 1) - ココロコネクト アスランダム 上 | 29 de septiembre de 2012 | ISBN 978-4-04-728350-3 |
| 10 | Kokoro Connect Asu Random (volumen 2) - ココロコネクト アスランダム 下 | 30 de marzo de 2013      | ISBN 978-4-04-728736-5 |
| 11 | Kokoro Connect Precious Time - ココロコネクト プレシャスタイム         | 30 de septiembre de 2013 | ISBN 978-4-04-729150-8 |

### Manga
Una adaptación al manga comenzó a publicarse en la revista en línea de manga de Enterbrain Famitsu Comic Clear el 22 de octubre de 2010. El primer Tankōbon fue lanzado el 14 de mayo de 2011.
La adaptación terminó con el quinto volumen el 23 de agosto de 2013.

### CD Drama
Enterbrain lanzó un CD drama llamado Kokoro Connect Natsu to Mizugi to Bōfūu (ココロコネクト 夏と水着と暴風雨?) el 16 de febrero de 2011.
Un segundo CD drama llamado Kokoro Connect Haru to Date to Imōto Gokko (ココロコネクト　春とデートと妹ごっこ?) fue lanzado el 6 de enero de 2012. El guion fue escrito por Fumihiko Shimo.

### Anime
Una adaptación al anime dirigida por Shinya Kawamo y producida por Silver Link comenzó a salir al aire en Japón el 8 de julio de 2012 y dejó de emitirse el 30 de septiembre de 2012 siendo transmitido simultáneamente por Crunchyroll. El guion del anime está escrito por Fumihiko Shimo, los diseños de los personajes son por Toshifumi Akai, y el director de sonido es Toshiki Kameyama. El reparto de los actores de voz es el mismo que el del CD drama. El anime cubre las primeras 4 novelas en 17 episodios, los primeros 13 (Hito, Kizu y Kako Random) fueron transmitidos por televisión y los siguientes 4 salieron a la venta en Blu-Ray (Michi Random). El tema de apertura de los primeros 10 episodios es "Paradigm" (パラダイム Paradaimu?) interpretada por Eufonius y el tema de apertura desde el episodio 12 es "Kimi Rhythm" (キミリズム Kimi Rizumu?) interpretada por Masaki Imai. El tema de cierre de los primeros 5 capítulos (Hito Random) es "Kokoro no Kara" (ココロノカラ?) interpretada por Team Nekokan con Junca Amaoto, el tema de cierre desde el episodio 6 hasta el episodio 10 (Kizu Random) es "Cry Out" interpretada por Team Nekokan con Atsuko y el tema de cierre del episodio 11 en adelante (Kako Random) es "Salvage" interpretada por Team Nekokan con Rekka Katakiri. El anime fue licenciado en Norteamérica por Sentai Filwork.

#### Lista de episodios
| N° | Título                                                                                          | Fecha de emisión         |
| -- | ----------------------------------------------------------------------------------------------- | ------------------------ |
| 01 | "Una historia que comenzó antes de que alguien lo supiera" (気づいた時には始まっていたという話) | 8 de julio de 2012       |
| 02 | "Los humanos interesantes" (なかなか面白い人間達)                                               | 15 de julio de 2012      |
| 03 | "Perdedor y golpe bajo" (ジョバーとローブロー)                                                  | 22 de julio de 2012      |
| 04 | "El deseo de ambos" (二つの想い)                                                                | 29 de julio de 2012      |
| 05 | "Una confesión y una muerte..." (ある告白、そして死は…)                                         | 5 de agosto de 2012      |
| 06 | "La historia que cuando me enteré ya había comenzado" (気づいた時にはまた始まっていたという話)  | 12 de agosto de 2012     |
| 07 | "Destruyendo" (バラバラと崩れる)                                                                | 19 de agosto de 2012     |
| 08 | "Y todos se fueron" (そして誰もいなくなった)                                                    | 26 de agosto de 2012     |
| 09 | "No se detiene, no se detiene, no se detiene" (止まらない止まらない止まらない)                  | 2 de septiembre de 2012  |
| 10 | "Ponerlo en palabras" (それを言葉にするということ)                                              | 9 de septiembre de 2012  |
| 11 | "La historia que comenzó al darnos cuenta de la realidad" (気づきを与えられて始まったという話)  | 16 de septiembre de 2012 |
| 12 | "En una ciudad donde nieva" (雪降の街へ)                                                        | 23 de septiembre de 2012 |
| 13 | "Mientras estemos juntos los cinco" (この五人がいれば)                                          | 30 de septiembre de 2012 |
| 14 | "Vidas en confusión" (壊れてゆく日々)                                                           | 19 de noviembre de 2012  |
| 15 | "No ves nada, no entiendes nada" (なにも見えてない なにもわかってない)                          | 19 de noviembre de 2012  |
| 16 | "Determinación y alivio" (覚悟と氷解)                                                           | 10 de diciembre de 2012  |
| 17 | "Conectando corazones" (心をつないで)                                                           | 10 de diciembre de 2012  |